# 叶城加满清真寺
叶城加满清真寺（維吾爾語：جامە مەسچىتى‎，拉丁维文：‎），也称加米清真寺，主麻日清真寺，位于中华人民共和国新疆维吾尔自治区喀什地区叶城县县城，是叶城规模最大、历史最悠久的伊斯兰教清真寺。“加满”是維吾爾語：جامە‎的音译，该词源自阿拉伯语：‎，意为聚礼。该寺始建于1540年前后，占地3,646平方米，2007年被列入第六批新疆维吾尔自治区文物保护单位。2019年有报导称卫星图像显示该寺已被夷为平地。2020年中国驻英、驻法使馆否认拆除清真寺之指控，表示该寺于2018年被鉴定为危房，但经过维护修缮后已于2019年3月重新开放。